# Dandi Mahadevi
Dandi Mahadevi, död 936, var regerande drottning av Bhauma-Karadynastins kungarike Toshala i Kalinga i Indien 916-936.
Hon var dotter till med kung Subhakaradeva V och Gauri Mahadevi.
När hennes far avled efterträddes han av hennes mor, och när hennes mor avled efterträdde hon henne: det är också möjligt att Dandi Mahadevi ärvde tronen av sin far, och att hennes mor fungerade som förmyndarregent under hennes minderårighet. 
Dandi Mahadevi beskrivs som en charmerande men samtidigt auktoritativ regent, som med framgång försvarade riket mot fientliga grannar. 
Hon avled i barnsäng och efterträddes av sin styvmor Vakula Mahadevi.